# فشکور
فشکور، روستایی از توابع بخش مرزن اباد  شهرستان چالوس در استان مازندران است. 

## جمعیت
این روستا در دهستان کوهستان (چالوس) در ارتفاع 1900 متری با آب و هوای دلپذیر (زمستان‌های سرد و تابستان‌های مه آلود و خنک) و قرار دارد و براساس سرشماری مرکز آمار ایران در سال ۱۳۸۵، جمعیت آن ۹۰ نفر (۲۲خانوار) بوده‌است. مردم فشکور از قومیت طبری هستند. مردم فشکور به زبان طبری با گویش چالوسی سخن می‌گویند.